# Dora Siliya

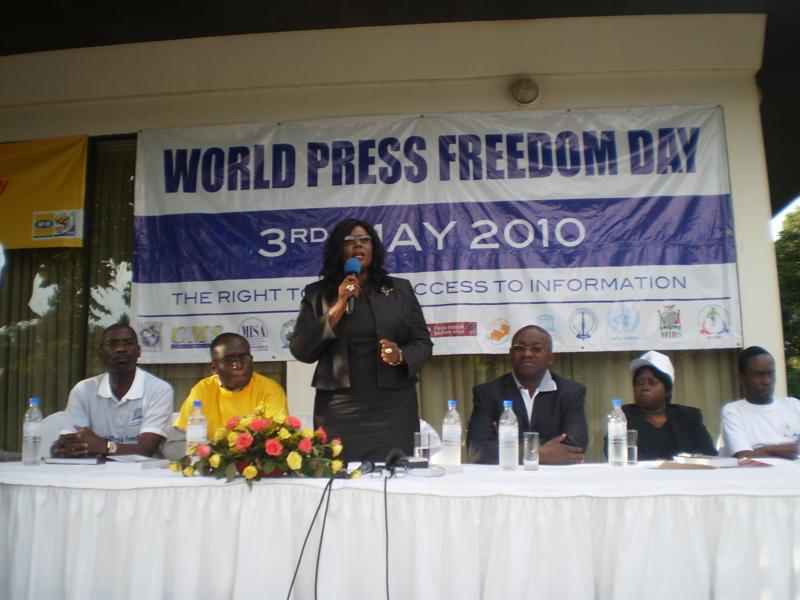
Siliya bei eine Ansprache im Jahr 2010

Dora Siliya-Folotiya (* 8. Oktober 1970, Kitwe) ist Politikerin in Sambia.

## Frühe Jahre
Dora Siliya ist Tochter von Firmensekretär Fanuel Chikatizyo Siliya Mwanza und Hannah Banda Siliya, beide aus Petauke. Sie ist das erste von sechs Kindern, drei Jungen und drei Mädchen. Sie wurde in Kitwe geboren und ging in Mufulira zur Schule. Nach dem Sekundarschulabschluss 1988 begann sie an der Universität von Sambia Medizin zu studieren. Nach zwei Jahren brach sie das Studium ab und arbeitete für das sambische Fernsehen und Radio (ZNBC), kehrte dann an die Universität zurück und begann ein Studium im Fach Massenkommunikation, arbeitete jedoch weiter für ZNBC. 1996 bekam sie die Chance bei der South Africa Broadcasting Corporation zu arbeiten. 1997 schloss sie ihr Studium mit einem BA ab.

## Beruf
Mit 28 wurde sie Television Controller und arbeitete so direkt dem Generaldirektor Duncan Mbazima zu. Danach verließ sie ZNBC und nahm für zwei Jahre eine Stelle bei Privat Sector Development an, einem Projekt der Europäischen Union. 2001 wurde sie von Seiten des Movement for Multiparty Democracy gefragt, ob sie nicht für die Nationalversammlung kandidieren wolle, was sie in Petauke tat. Sie konnte das Mandat nicht erringen, wurde aber danach an die sambische Botschaft in Kairo geschickt, wo sie als stellvertretender Botschafter arbeitete und sich vor allem den Handelsbeziehungen widmete. 2006 trat sie erneut als Parlamentskandidat für den MMD in Petauke an.

## Politik
Dora Siliya wurde bei den Wahlen in Sambia 2006 im Wahlkreis Petauke-Zentral in die Nationalversammlung gewählt. Im Oktober 2006 wurde sie zur stellvertretenden Ministerin für Wirtschaft, Handel und Industrie ernannt.

## Privatleben
Dora Siliya war mit dem Musikproduzenten (Mondo Music) Chisha Folotiya verheiratet und lebt von ihm getrennt.